# Museo Nacional del Palacio Venecia

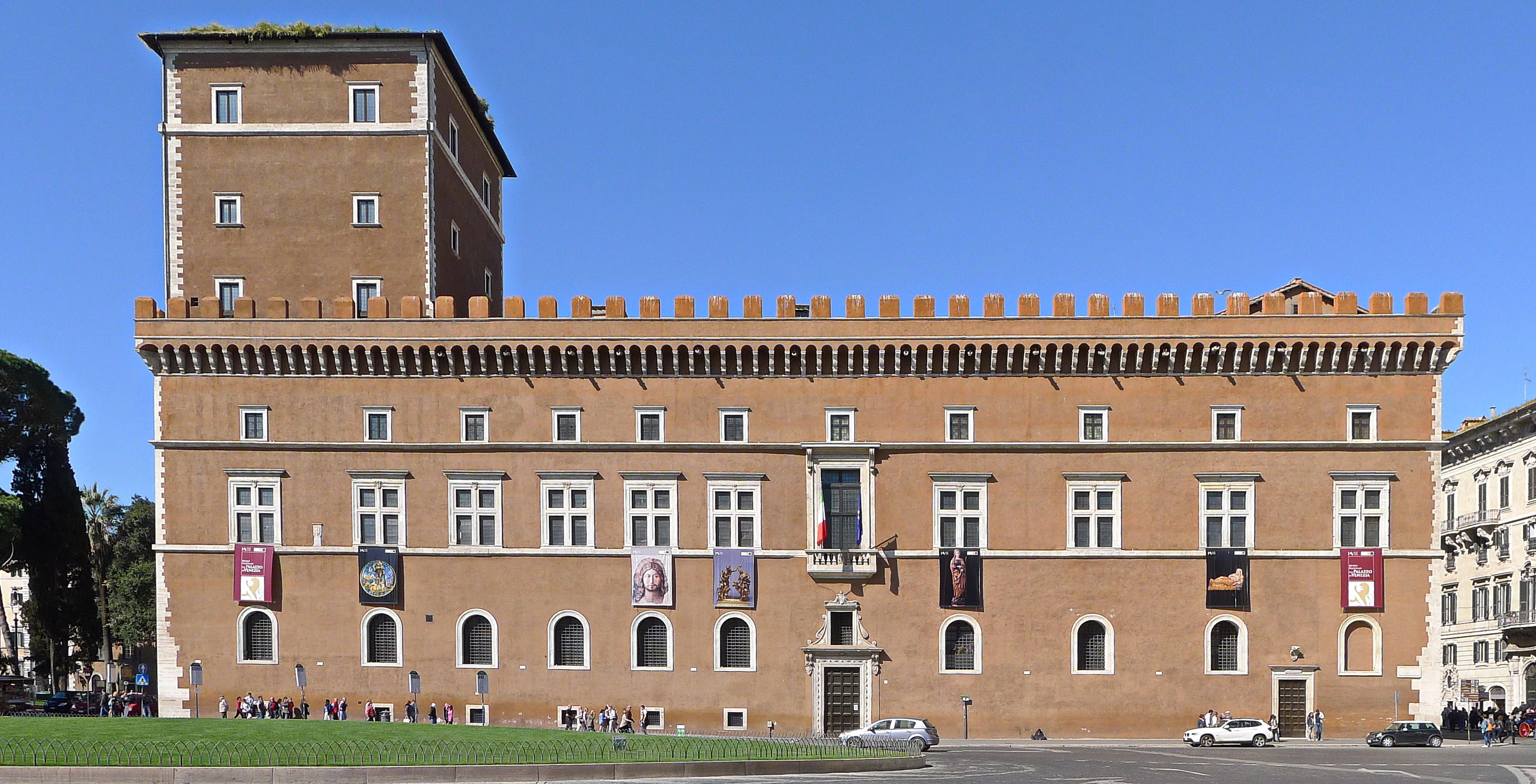
Vista exterior del Palacio Venezia

El Museo Nacional del Palacio de Venecia, o del Palacio Venecia, es un museo estatal de Roma. Está situado en el edificio del mismo nombre, que fuera la embajada de la República de Venecia. Su entrada está situada en la Via del Plebiscito.
El museo recoge principalmente las piezas de la colección del papa Paulo II. Posee pinturas de Giotto, Pisanello, Benozzo Gozzoli, Beato Angelico, Giorgione, Guido Reni, Carlo Maratta y Gian Lorenzo Bernini, entre otros, así como cerámica, platería, textiles, sellos, medallas, cristales, tapices y esmaltes. También posee un importante conjunto de esculturas medievales italianas y alemanas de pequeño formato.
- Datos: Q1954305
- Multimedia: Museo nazionale del Palazzo di Venezia / Q1954305